# Châteauneuf-de-Galaure
Châteauneuf-de-Galaure este o comună în departamentul Drôme din sud-estul Franței. În 2009 avea o populație de 1.557 de locuitori.

## Evoluția populației
| An        | 1975  | 1982  | 1990  | 1999  | 2006  | 2009  |
| --------- | ----- | ----- | ----- | ----- | ----- | ----- |
| Populație | 1.153 | 1.252 | 1.246 | 1.276 | 1.481 | 1.557 |